# Fedor-Krause-Medaille
Die Fedor-Krause-Medaille wird seit 1956 von der Deutschen Gesellschaft für Neurochirurgie zunächst alle vier Jahre, schließlich unregelmäßig nach Beschluss der Gesellschaft verliehen. Die Verleihungen sind mit Gedächtnisvorlesungen an Fedor Krause, den Namensgeber der Medaille, verbunden. Die Medaille gilt neben der alternierend verliehenen Otfrid-Foerster-Medaille als höchste Auszeichnung der Gesellschaft. Laut Stiftung sollen durch die Fedor-Krause-Medaille „Neurochirurgen und Vertreter verwandter Gebiete ausgezeichnet werden, die in ihrem Gesamtschaffen überragende Beiträge zur Neurochirurgie auf operativem, wie auch auf diagnostischem Gebiet geleistet haben.“ Mittlerweile gilt die Auszeichnung auch als eine der wichtigsten innerhalb der internationalen Gesellschaften für Neurochirurgie.

## Preisträger
- 1956: Herbert Olivecrona
- 1960: Geoffrey Jefferson
- 1962: Paul C. Bucy
- 1969: Georg Merrem
- 1978: Peter Röttgen
- 1982: Karl-August Bushe
- 1988: Kurt Schürmann
- 2000: Mahmut Gazi Yasargil, Peter Jannetta
- 2007: Madjid Samii
- 2009: Rudolf Fahlbusch
- 2014: Hartmut Collmann
- 2018: Mitchel S. Berger
- 2020: Kaoru Kurisu